# Präsidentschaftswahl in Kolumbien
Bei den kolumbianischen Präsidentschaftswahlen werden der Präsident und der Vizepräsident der Republik Kolumbien gewählt. Der Präsident Kolumbiens ist gleichzeitig Staats- und Regierungschef des Landes und Oberhaupt der Streitkräfte. Er ernennt die Minister und die Leiter der Bundesbehörden, mit denen zusammen er die Regierung bildet.

## Wahlrechtliche Bestimmungen
Die Präsidentschaftswahlen in Kolumbien finden alle vier Jahre statt, zuletzt im Mai und Juni 2018. Eine einmalige direkte Wiederwahl des amtierenden Präsidenten und des Vizepräsidenten ist möglich. Die Bestimmungen zur Wahl und zum Amt des Präsidenten sind in den Artikeln 190 bis 199 der kolumbianischen Verfassung festgelegt; die entsprechenden Regelungen für den Vizepräsidenten in den Artikeln 202 bis 205. Eine 2004 durchgeführte Verfassungsreform ermöglicht die einmalige direkte Wiederwahl des Amtsinhabers.
Am Tag der Wahl darf keine andere Wahl stattfinden. Sie muss wiederholt werden, wenn die absolute Mehrheit der Stimmzettel aus Enthaltungen besteht, was bisher nie der Fall war. Falls im ersten Wahlgang keiner der Kandidaten die absolute Mehrheit der Stimmen erreicht, wird drei Wochen später eine Stichwahl zwischen den beiden Kandidaten, die im ersten Wahlgang die meisten Stimmen bekamen, durchgeführt. In diesem zweiten Wahlgang reicht die relative Mehrheit der Stimmen. Falls einer der beiden Kandidaten mit den meisten Stimmen stirbt oder dauerhaft körperlich behindert wird, kann seine Partei einen Ersatzkandidaten für den zweiten Wahlgang aufstellen. Falls der Kandidat aus anderen Gründen nicht an der Stichwahl teilnehmen kann oder seine Partei keinen Ersatzkandidaten aufstellt, findet eine Stichwahl zwischen dem Kandidaten mit den zweit und dem mit den dritt meisten Stimmen statt.

### Neue Verfassung 1991
Die politische Verfassung von Kolumbien 1991 (Constitución Política de Colombia 1991) wurde unter Beteiligung des kolumbianischen Volkes im Jahre 1991 beschlossen und legt die rechtliche Anerkennung der Grundrechte für alle Kolumbianer fest. Seither gibt es in Kolumbien das Amt des Vizepräsidenten, der den Präsidenten vertritt und gleichzeitig mit diesem gewählt wird. Die Verfassung von 1991 sah zunächst ein lebenslanges Verbot der Wiederwahl vor, was eine Ausweitung des Verbots der direkten Wiederwahl des Präsidenten aus den alten Verfassungen von 1863 und 1886 darstellte. Diese Verfassungsänderung wurde in Kolumbien kontrovers diskutiert und vom Verfassungsgericht für rechtmäßig erklärt.
Unabhängig davon, ob der amtierende Präsident zur Wiederwahl antritt, kann seit der Verfassungsreform auch der Vizepräsident einmalig direkt wiedergewählt werden. Bei der Wahl hat aber jeder Wahlberechtigte nur eine Stimme und wählt daher Präsident und Vizepräsident gemeinsam. Präsident und Vizepräsident werden direkt und geheim gewählt. Zur Wahl aufstellen lassen darf sich jeder Kolumbianer, der die kolumbianische Staatsangehörigkeit seit seiner Geburt besitzt und über 30 Jahre alt ist. Wahlberechtigt ist jeder Kolumbianer, der das 18. Lebensjahr vollendet hat.

## Geschichte
Nach dem Zerfall Großkolumbiens wurde 1832 der ehemalige Vizepräsident Francisco de Paula Santander vom Kongress als Präsident eingesetzt. 1833 fanden die ersten Wahlen statt, bei denen er von den Wahlmännern in seinem Amt bestätigt wurde. Bei den Wahlen 1857 und 1861 wurde der Präsident direkt von der wahlberechtigten Bevölkerung gewählt.
Nach der Einführung eines föderalen Systems mit der Verabschiedung der Verfassung von Rionegro 1863 wurde das Wahlrecht geändert. Von 1864 bis 1884 wurde der Präsident alle zwei Jahre von neun Vertretern der neun kolumbianischen Staaten gewählt. Mit der neuen Verfassung von 1886 wurde die Amtsperiode des Präsidenten von zwei auf sechs Jahre verlängert und die direkte Wahl wieder eingeführt. Wahlberechtigt waren aber nur Männer, die lesen und schreiben konnten. Trotzdem fanden bis 1904 nur Wahlen zum Vizepräsidenten statt, da Rafael Núñez zum Präsidenten auf Lebenszeit erklärt wurde.
1910 bestimmte die Verfassunggebende Versammlung den Präsidenten, ab 1914 fanden dann wieder allgemeine Wahlen statt. In der Verfassungsreform von 1910 wurde das Amt des Vizepräsidenten abgeschafft; es wurde erst 1991 wieder eingeführt.
1953 machte sich Gustavo Rojas Pinilla über einen Militärputsch zum Präsidenten. Er blieb bis 1957 im Amt. Zwischen 1958 und 1970 fanden zwar offiziell Wahlen statt, da aber 1957 in einer Volksabstimmung ein Pakt beschlossen worden war, der unter anderem vorsah, dass die beiden großen Parteien 16 Jahre lang abwechselnd den Präsidenten stellen, waren diese Wahlen quasi bedeutungslos.

## Präsidentschaftswahlen seit 1990

### Übersicht
| Amtsperiode                                          | Präsident          | Partei             | Vizepräsident/in                               | Anmerkungen                                                            |
| ---------------------------------------------------- | ------------------ | ------------------ | ---------------------------------------------- | ---------------------------------------------------------------------- |
| 1990–1994                                            | César Gaviria      | Liberale           |                                                | Wahl nach den Regeln der Verfassung von 1886, daher kein Vizepräsident |
| Hauptartikel: Präsidentschaftswahl in Kolumbien 1990 |                    |                    |                                                |                                                                        |
| 1994–1998                                            | Ernesto Samper     | Liberale           | Humberto de La Calle und Carlos Lemos Simmonds |                                                                        |
| Hauptartikel: Präsidentschaftswahl in Kolumbien 1994 |                    |                    |                                                |                                                                        |
| 1998–2002                                            | Andrés Pastrana    | Konservative       | Gustavo Bell                                   |                                                                        |
| Hauptartikel: Präsidentschaftswahl in Kolumbien 1998 |                    |                    |                                                |                                                                        |
| 2002–2006                                            | Álvaro Uribe       | parteilos          | Francisco Santos Calderón                      |                                                                        |
| Hauptartikel: Präsidentschaftswahl in Kolumbien 2002 |                    |                    |                                                |                                                                        |
| 2006–2010                                            | Álvaro Uribe       | parteilos          | Francisco Santos Calderón                      | Einmalige direkte Wiederwahl seit 2004 möglich                         |
| Hauptartikel: Präsidentschaftswahl in Kolumbien 2006 |                    |                    |                                                |                                                                        |
| 2010–2014                                            | Juan Manuel Santos | Partido de la U    |                                                |                                                                        |
| Hauptartikel: Präsidentschaftswahl in Kolumbien 2010 |                    |                    |                                                |                                                                        |
| 2014–2018                                            | Juan Manuel Santos | Partido de la U    |                                                |                                                                        |
| Hauptartikel: Präsidentschaftswahl in Kolumbien 2014 |                    |                    |                                                |                                                                        |
| 2018–2022                                            | Iván Duque         | Centro Democrático | Marta Lucía Ramírez                            |                                                                        |
| Hauptartikel: Präsidentschaftswahl in Kolumbien 2018 |                    |                    |                                                |                                                                        |
| 2022–2026                                            | Gustavo Petro      | Pacto Histórico    | Francia Márquez                                |                                                                        |
| Hauptartikel: Präsidentschaftswahl in Kolumbien 2022 |                    |                    |                                                |                                                                        |

## Belege
1. ↑  CONSTITUCION POLITICA DE COLOMBIA 1991. bq-portal.de. Abruf am 3. Mai 2017 (spanisch)
2. ↑  https://www.bq-portal.de/de/db/rechtsgrundlagen/4649
3. ↑  http://www.kas.de/wf/de/33.3671/